# Stephan Barratt-Due
Stephan Henrik Barratt-Due Jr. (sinh ngày 1 tháng 6 năm 1956 tại Oslo, Na Uy) là một nghệ sĩ vĩ cầm người Na Uy, con trai của nghệ sĩ vĩ cầm Stephan Henrik Barrat-Due (1919–1985) và Else Barratt-Due (sinh tháng 6 năm 1925).

## Tiểu sử
Barrat-Due bắt đầu học vĩ cầm với cha của mình từ khi còn nhỏ. Sau đó, ông theo học tại Học viện Âm nhạc Na Uy và tiếp tục học ở Hà Lan, Thụy Sĩ và Hoa Kỳ. Ông có buổi ra mắt công chúng lần đầu vào năm 1981. Barrat-Due đã tổ chức nhiều buổi hòa nhạc ở Châu Âu, Hoa Kỳ và Châu Á, và là giám đốc nghệ thuật của Viện Âm nhạc Barratt Due từ năm 1985. Ông từng là giám đốc nghệ thuật của Dàn nhạc Giao hưởng Kristiansand (1990–96), đồng thời là người khởi xướng và lãnh đạo nghệ thuật của Liên hoan Âm nhạc Thính phòng Kristiansand. Barrat-Due cũng đã có nhiều hợp tác âm nhạc thính phòng với người vợ cũ của mình.

## Vinh danh
- 2003: Đệ nhất Hiệp sĩ của Dòng Thánh Olav [2]
- 2012: Giải thưởng danh dự của Hội đồng nghệ thuật Na Uy, cùng với Soon-Mi Chung [3]

## Thu âm
- 1986: Christian Sinding: Serenade For To Fioliner Og Klaver, Opus 92 / Serenade For To Fioliner Og Klaver, Opus 56 (Norsk Kulturråds Klassikerserie)
- 1988: Johan Halvorsen: Norwegian Rhapsody No 1 & 2 • Lễ hội Na Uy Overture Op. 16 • Entry Of The Boyars • Bergensiana, (Roccoco Variations) • Andante Religioso • Wedding March • Passacaglia (Norsk Kulturråds Klassikerserie), với Dàn nhạc giao hưởng Bergen do Karsten Andersen làm chỉ huy trưởng.
- 1994: Mozart, Nordheim, Hvoslef: DuoDu (Victoria Records), với Soon-Mi Chung
- 2006: Grieg: Holberg Suite • Giai điệu cho dàn nhạc dây (Naxos Records), với Oslo Camerata [4]